# Johannes Overbeck

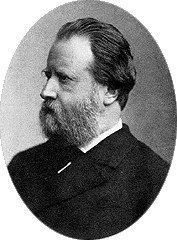
Johannes Overbeck

Johannes Adolph Overbeck (* 27. März 1826 in Antwerpen; † 8. November 1895 in Leipzig) war ein deutscher Klassischer Archäologe.

## Familiärer Hintergrund
Johannes Overbeck war ein Sohn des gleichnamigen Kaufmanns Johannes Overbeck († 1832) und dessen Frau Cäcilia, geb. Steetz. Arnold Overbeck war sein jüngerer Bruder; seine Schwester Charlotte (1829–1882) heiratete den Ingenieur Franz Reuleaux. Nach dem frühen Tod des Vaters kehrte seine Mutter nach Hamburg zurück, wo er die Gelehrtenschule des Johanneums absolvierte. Overbecks Großvater war der Lübecker Bürgermeister und Dichter Christian Adolph Overbeck (1755–1821); seine Onkel waren der Maler Friedrich Overbeck (1789–1869) und der Richter Christian Gerhard Overbeck.
Overbeck war verheiratet mit Caroline Louise Augusta Goldfuss, Tochter des Professors der Zoologie Georg August Goldfuß (1782–1848). Seine Tochter Cäcilie Lotte Eleonore Overbeck (1856–1921) heiratete den Anthropologen und Ethnologen Emil Ludwig Schmidt (1837–1906).

## Werdegang

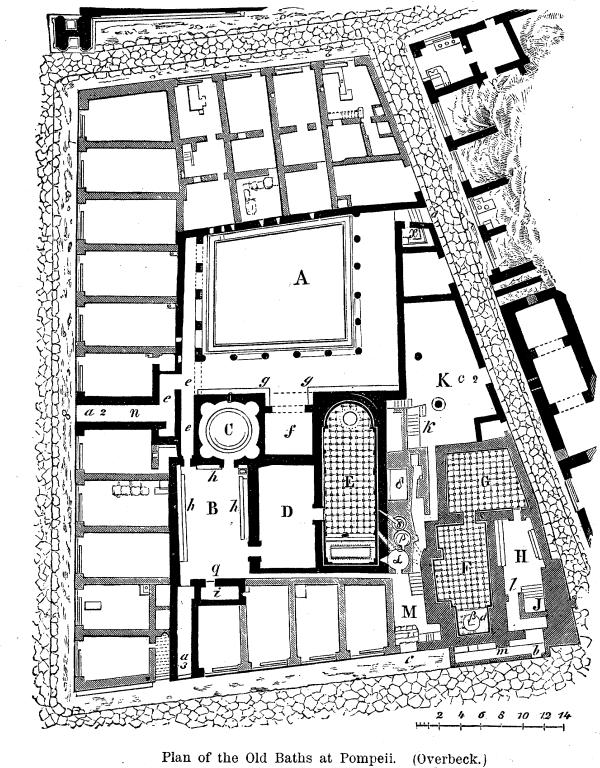
Plan der Bäder in Pompeii von Overbeck

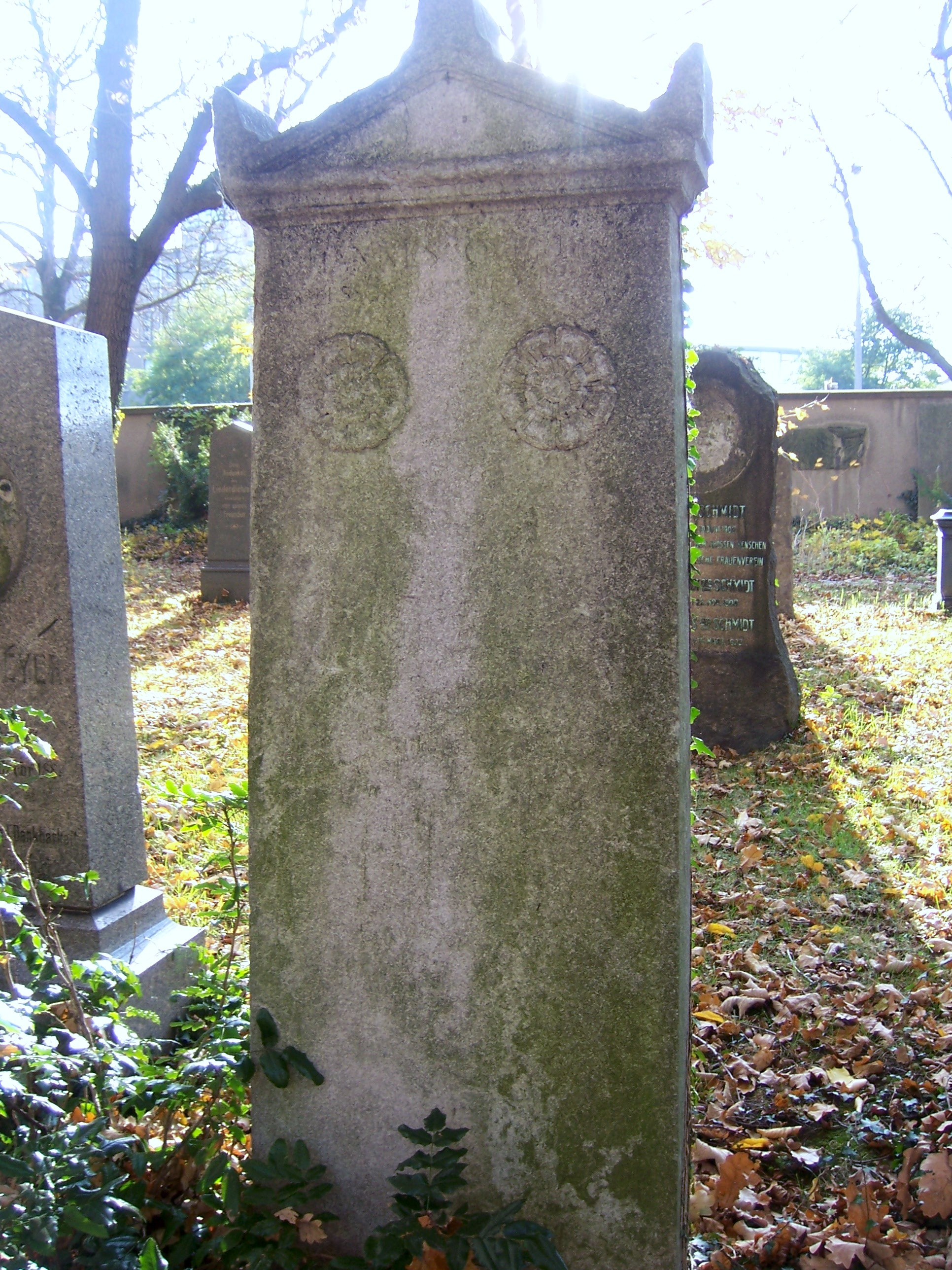
Grabstein Johannes Overbeck (2011)

1845 begann Overbeck sein Studium an der Universität Bonn, das er 1848 mit der Promotion zum Dr. phil. abschloss. 1850 erfolgte seine Habilitation in Bonn. Während seines Studiums wurde er 1845 Mitglied der Burschenschaft Fridericia Bonn und im Wintersemester 1845/46 Mitgründer der Bonner Burschenschaft Frankonia. Seit 1853 war Overbeck als außerordentlicher Professor, seit 1859 als ordentliche Professor, der Archäologie und Vorstand der archäologischen Sammlung an der Universität Leipzig tätig. Sein Ziel war die „Herstellung einer möglichst vollständigen Reihenfolge kunstgeschichtlich charakteristischer, namentlich aber datierbarer Monumente“ in Abgüssen. Er baute binnen weniger Jahrzehnte ein repräsentatives, am Ende des Jahrhunderts auf rund achthundertfünfzig Inventarnummern angewachsenes Abgussmuseum auf, das über die Landesgrenzen hinaus Anerkennung genoss. Overbeck ist der Hauptvertreter der kunstmythologischen Schule der Archäologie. Sein Nachfolger wurde in Leipzig 1896 Franz Studniczka.
Eines seiner Hauptwerke zu Pompeji vermochte Overbeck zu verfassen, ohne dass er vor oder während der Ausarbeitung dort gewesen war. Overbeck wertete jedoch in dem Maße die archäologische Literatur aus, dass sein Werk zu Pompeji noch immer von Interesse ist. Er selbst war später nach dem Erscheinen einer späteren Auflage allem Anschein nach dort gewesen – wohl eher im Interesse der Überprüfung der durch ihn gemachten Angaben. Das betrifft besonders Fragen der Topographie.
Als Vertreter der Leipziger Universität war er 1877/78 Abgeordneter der I. Kammer des Sächsischen Landtags. Overbeck war Mitglied der Königlich Sächsischen Gesellschaft für Wissenschaften in Leipzig. Außerdem war er Wegbereiter des Leipziger Hochschulsports.
Johannes Overbeck wurde im Ehrengrab der Universität Leipzig in der V. Abteilung des Neuen Johannisfriedhofs beerdigt. Sein Grabstein hat sich im Lapidarium auf dem Alten Johannisfriedhof erhalten.

## Schriften (Auswahl)
- Pompeji. Engelmann, Leipzig 1856 (online bei Arachne, archive.org). 4. Auflage (zusammen mit August Mau). 1884 (archive.org).
- Geschichte der Griechischen Plastik. 2 Bände, Leipzig 1857–58 (Band 1: archive.org. Band 2: archive.org).
- Die archäologische Sammlung der Universität Leipzig. Leipzig 1859 (archive.org).
- Die antiken Schriftquellen zur Geschichte der bildenden Künste bei den Griechen. Leipzig 1868 (archive.org).
  - Vollständig neu bearbeitete Ausgabe: Der Neue Overbeck (DNO). Die antiken Schriftquellen zu den bildenden Künsten der Griechen. 5 Bände, De Gruyter, Berlin 2014, ISBN 978-3-11-018233-0.
- Griechische Kunstmythologie. 3 Bände, Leipzig 1871–1889.
- Atlas der griechischen Kunstmythologie. Leipzig 1872–1887.